# Linköpings län

För länet efter 1634, se Östergötlands län.  

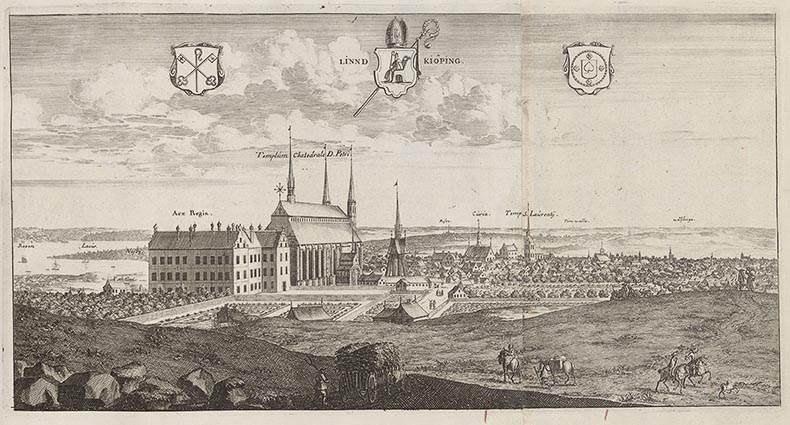
Linköpings slott omkring 1700

Linköpings län var ett slottslän i landskapet Östergötland. Det uppstod på 1470-talet när Ringstaholms län upphörde. Länets administrativa centrum  var Linköpings slott. 
Länet omfattade Hanekinds, Bankekinds och Valkebo härad, dessutom Skärkinds härad fram till 1529 då det övergick till Stegeborgs län. I kortare perioder ingick även Åkers härad (1573-1579) och Gullberg härad (1543-1544). Förutom huvudfögderiet fanns kortare perioder fögderier för Välkebo (1555-1560) samt Åtvidabergs fögderi (1553-1565, 1610-1612) för Åtvids socken och tidvis delar ur Bankekinds härad.
Vid länsreformen 1634 blev länet en del av Östergötlands län, som före 1718 bar namnet Linköpings län.

## Ståthållare
- 1549-1552: Abraham Eriksson (Leijonhufvud)
- 1564-1565: Bengt Nilsson Schack
- 1565-1566: Esbjörn Pedersson (Lilliehöök) vikarierande
- 1566-1567: Knut Hård af Torestorp
- 1569-1571: Jakob Turesson (Rosengren)
- 1574-1576: Johan Axelsson Bielke
- 1576-1589: Hogenskild Bielke
- 1592: Palne Eriksson Rosenstråle befallningsman
- 1594-1596: Arvid Gustafsson Stenbock
- 1600-1601: Ture Rosengren befallningsman över mellersta delen av Östergötland
- 1601-1605: Johan Gabrielsson Oxenstierna befallningaman över Östergötland
- 1607-1610: Erik Ribbing guvernör över Östergötland under hertig Johan av Östergötland utlandsresa
- 1621-1627: Lindorm Ribbing
- 1627-1631: Erik Jöransson Ulfsparre
- 1632-1632: Carl Eriksson Sparre
- 1632-1633: Peder Törnsköld
- 1633-1634: Lars Eriksson Sparre